# Chromium (software)

Logo dat werd gebruikt tot en met versie 10

Chromium is een opensourceproject dat de broncode voor Google Chrome en afgeleiden (ook wel chromium-builds genoemd) levert. De broncode wordt vrijgegeven onder de BSD-licentie. De layout-engine is Blink, een fork van WebKit. Op basis van de broncode kan er een browser worden gecompileerd, die dan de naam Chromium meekrijgt. Er is echter geen officiële en stabiele download, wel gemeenschapsuitgaven en andere toepassingen van Chromium. Testversies worden wel beschikbaar gesteld in gecompileerde vorm.

## Verschillen met Google Chrome
Chromium is de naam gegeven aan het opensourceproject en de broncode van de browser uitgegeven en onderhouden door het Chromium Project.
Het is mogelijk om de broncode te downloaden en het zelf te compileren op vele platformen. Google Inc. neemt de broncode en voegt deze functies toe:
- een geïntegreerde Flash Player[7];
- een ingebouwde pdf-lezer[8] (sinds Chromium 37 standaard inbegrepen);
- een automatisch updatesysteem (Google Update). Hetzelfde resultaat is te verkrijgen met een update via het pakketbeheersysteem onder Linux (bijvoorbeeld via PPA).

Door het ontbreken van de ingebouwde pdf-lezer werkte de afdrukvoorbeeldfunctie niet in Chromium 36 en lager. Verder vervangt Google de Chromium-namen en -logo's door de naam Google en een ander logo.

## Gemeenschapsuitgaven

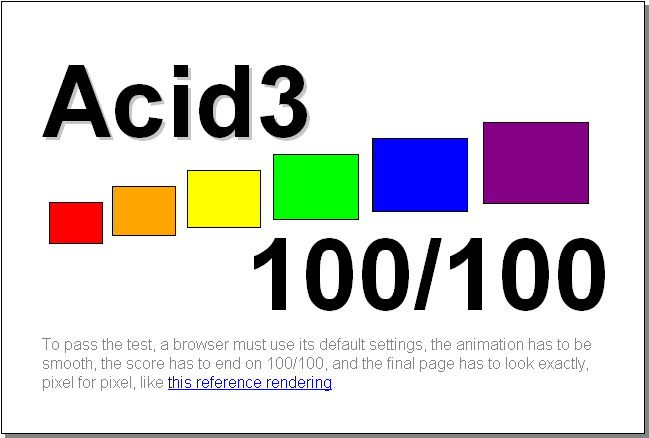
Acid3-testresultaten in Chromium

Vele ontwikkelaars hebben Chromium gecompileerd vanuit de opensourcebroncode en deze versies beschikbaar gesteld als onderdeel van Linux- en BSD-distributies of voor gebruik op Mac OS X en Windows. Deze versies zijn onder andere:
- Arch Linux heeft een pakket in de officiële softwarebronnen.[9]
- CentOS - beschikbaar via EPEL.[10]
- Debian - Chromium is beschikbaar.[11]
- Fedora - onofficiële softwarebron.
- FreeBSD - pakketten zijn beschikbaar sinds eind 2009.[12]
- Gentoo Linux heeft een officieel pakket sinds maart 2010.[13]
- Lubuntu - Chromium is de standaardbrowser van Lubuntu. Hij wordt geüpdatet via de Ubuntu update manager of Synaptic.
- Mac OS X - Chromium is getest in juni 2009.[14]
- Maemo 5 - een proefversie van Chromium met een onaangepaste gebruikersomgeving is uitgebracht op 11 april 2010.[15]
- MeeGo gebruikt Chromium in de netbookversie.[16]
- openSUSE heeft Chromium beschikbaar in de softwarebronnen.
- PartedMagic - biedt Chromium aan als de standaardbrowser.[17]
- Puppy Linux - biedt Chromium aan vanaf Chromium 5.0.342 op Lucid Puppy 5.0.0, gebaseerd op de Ubuntu-versie.[18]
- Ubuntu biedt Chromium aan via het Ubuntu Software Center vanaf Ubuntu 10.04 LTS als onderdeel van de 'universe'-softwarebron. De eerste versie die beschikbaar kwam was versie 5.0.342.9 (april 2010). Nieuwe versies worden geüpdatet via de Ubuntu update manager waardoor de Chromiumversie actueel blijft.

## Gebruik
Volgende webbrowsers zijn gebaseerd op Chromium:
- Brave (Blink en V8)
- Comodo Dragon (WebKit)
- CoolNovo (WebKit en Trident)
- Flock vanaf versie 3[19]
- Google Chrome (WebKit)
- Lunascape[20] (WebKit, Trident en Gecko)
- Microsoft Edge (vanaf versie 75)
- Opera (Blink)[21]
- RockMelt (WebKit)
- SRWare Iron (WebKit)
- Torch (WebKit)
- Vivaldi (Blink en V8)

## Speciale pagina's
Google Chrome en Chromium hebben een aantal identieke speciale pagina's, waaronder:
- chrome:// verwijst door naar chrome://version/
- chrome://apps/ toont alle applicaties
- chrome://bookmarks/ toont alle bladwijzers
- chrome://cache/ toont (deels) opgeslagen internetpagina's
- chrome://chrome/ toont geringe informatie over de browser, waaronder een verwijzing naar een hulppagina
- chrome://crashes/ toont crashrapportages
- chrome://credits/ toont de bronpagina
- chrome://devices/ toont de apparaten die de browser gebruiken onder hetzelfde account
- chrome://downloads/ toont alle downloads
- chrome://extensions/ toont alle ingeschakelde extensies met een aantal opties
- chrome://flags/ met behulp van deze pagina kunt u experimenteren met de browser
- chrome://flash/ toont informatie over Adobe Flash Player
- chrome://history/ toont de browsergeschiedenis
- chrome://memory-redirect/ toont het geheugengebruik van de browser
- chrome://plugins/ toont alle in- en uitgeschakelde plug-ins met een aantal opties
- chrome://sandbox/ toont geringe informatie over de sandbox
- chrome://settings/ toont de instellingenpagina
- chrome://version/ toont algemene informatie, waaronder de browserversie, besturingssysteem waarop de browser draait, informatie over JavaScript en de versie indien ingeschakeld of geïnstalleerd van Adobe Flash Player

Alle speciale pagina's zijn te zien op chrome://about/.